# Городечное
Городечное, с 2002 по 2011 Городечный — посёлок в Приморском крае, входит в Раздольненское сельское поселение Надеждинского района.
Посёлок расположен на севере Надеждинского района, в 18 км к югу от Уссурийска и в 58 км к северу от Владивостока. Через посёлок проходит Транссибирская магистраль, ближайшая железнодорожная станция — Барановский, в 2 км к северо-западу. 

## История
Село Городечное (первоначально Городечня) образовано в 1884 году переселенцами из Черниговской губернии.
В 1887 году сельскому обществу Городечни в законном порядке был отведён земельный участок на 12 семей. 
В 1902 году в деревне насчитывалось 30 дворов, где проживало 47 семей –120 мужчин и 90 женщин. 
В 1908 году жители на собственные средства, собрав около 1500 рублей, построили часовню и церковно-приходскую школу на государственные деньги. 
Статистические данные 1911 года фиксируют рост населения: на 36 дворов – 212 душ обоего пола. 
Возле Городечни находилось около 15 фанз.
По переписи населения 1915 года в Городечне – 39 дворов, 158 мужчин и 148 женщин. 

## Население
| 1884 | 1902 | 1911 | 1915 | 2002 | 2004 | 2005 |
| ---- | ---- | ---- | ---- | ---- | ---- | ---- |
| 45   | ↗210 | ↗212 | ↗414 | ↘324 | ↗334 | →334 |
| 2008 | 2010 |      |      |      |      |      |
| ↘316 | ↘292 |      |      |      |      |      |